# Nandasmo
Nandasmo è un comune del Nicaragua facente parte del dipartimento di Masaya.